# NGC 1054
NGC 1054 é uma galáxia espiral (Sbc) localizada na direcção da constelação de Aries. Possui uma declinação de +18° 13' 03" e uma ascensão recta de 2 horas, 42 minutos e 15,8 segundos.
A galáxia NGC 1054 foi descoberta em 8 de Outubro de 1864 por Heinrich Louis d'Arrest.